# آسمان شهر (فیلم)
آسمان شهر (انگلیسی: Skyline (film)) فیلمی در ژانر علمی–تخیلی به کارگردانی برت راتنر است که در سال ۲۰۱۰ منتشر شد.
داستان این فیلم در فیلم دیگری به نام پشت آسمان شهر ادامه می‌یابد.

## بازیگران
- اریک بالفور
- بریتنی دانیل
- اسکاتی تامپسون
- نیل هاپکینز
- دونالد فایسون
- کریستال رید